# Antonio Azimonti
Antonio Azimonti (Busto Arsizio, 2 gennaio 1925 – Busto Arsizio, 10 agosto 1997) è stato un calciatore italiano, di ruolo terzino.

## Carriera

Antonio Azimonti

Azimonti giocò in Serie A tra le file di Pro Patria, Roma ed Udinese.
Cresciuto tra le file della Pro Patria, con cui esordì nel corso del campionato di Serie B 1942-1943. In seguito, sempre con i bianco-blu, fu uno dei protagonisti della vittoria del campionato di Serie B 1946-1947 ottenendo la promozione in serie A.
Con la Pro Patria disputò quattro stagioni consecutive in serie A, divenendone capitano nel 1949.
Nel 1951 passa al Genoa, in serie B, club con il quale esordì il 9 settembre nella vittoria esterna contro il Venezia, incontro nel quale segnò anche una rete. Il Genoa, ottenne il quinto posto, lontano dalla promozione in serie A, ma Azimonti tornò a calcare i campi della massima serie tra le file della neopromossa Roma.
Con il club capitolino gioca due stagioni, la prima da titolare e la seconda da rincalzo, e ottiene due sesti posti. Si tratta degli anni successivi al ritorno della Roma in Serie A.
Nel 1954 Azimonti passò all'Udinese, ottenendo un inatteso secondo posto nella Serie A 1954-1955 che fu cancellato per un verdetto del Giudice Sportivo per un illecito risalente al 31 maggio 1953. Con i friulani, nella stagione seguente vinse la Serie B 1955-1956, riottenendo l'accesso alla massima categoria.
Nell'ultima stagione ad Udine, la Serie A 1956-1957, ottenne il quarto posto.
Nel 1957 Azimonti torna nel suo club d'esordio, la Pro Patria, nel frattempo scesa in Terza Serie, disputando la stagione di Serie C 1957-1958, chiusa al quindicesimo posto. Scese in campo sette volte con i "tigrotti", segnando anche una rete, per quella che fu la sua ultima annata da calciatore.

## Palmarès
- Campionato italiano di Serie B: 2

Pro Patria: 1946-1947
Udinese: 1955-1956